# Michelle Hurd
Michelle Hurd (* 21. prosince 1966 New York, USA) je americká herečka.
Jejím otcem byl herec Hugh Hurd. V roce 1988 vystudovala Bostonskou univerzitu, o rok později debutovala ve filmu Rude Awakening. V letech 1991–1997 se objevovala v mýdlové opeře Another World. Hlavní role ztvárnila v seriálech Zákon a pořádek: Útvar pro zvláštní oběti (1999–2001), Leap Years (2001–2002), Slunečno, místy vraždy (2010–2013), Ash vs Evil Dead (2016), Mrtvý bod (2016–2017) a Star Trek: Picard (od 2020). Hraje také ve filmech (např. Náhodné setkání či I Spit on Your Grave III: Vengeance Is Mine), příležitostně se objevuje také na divadelních prknech.
V roce 2007 si vzala herce Garreta Dillahunta.